# Fonds de reconstruction d'Haïti

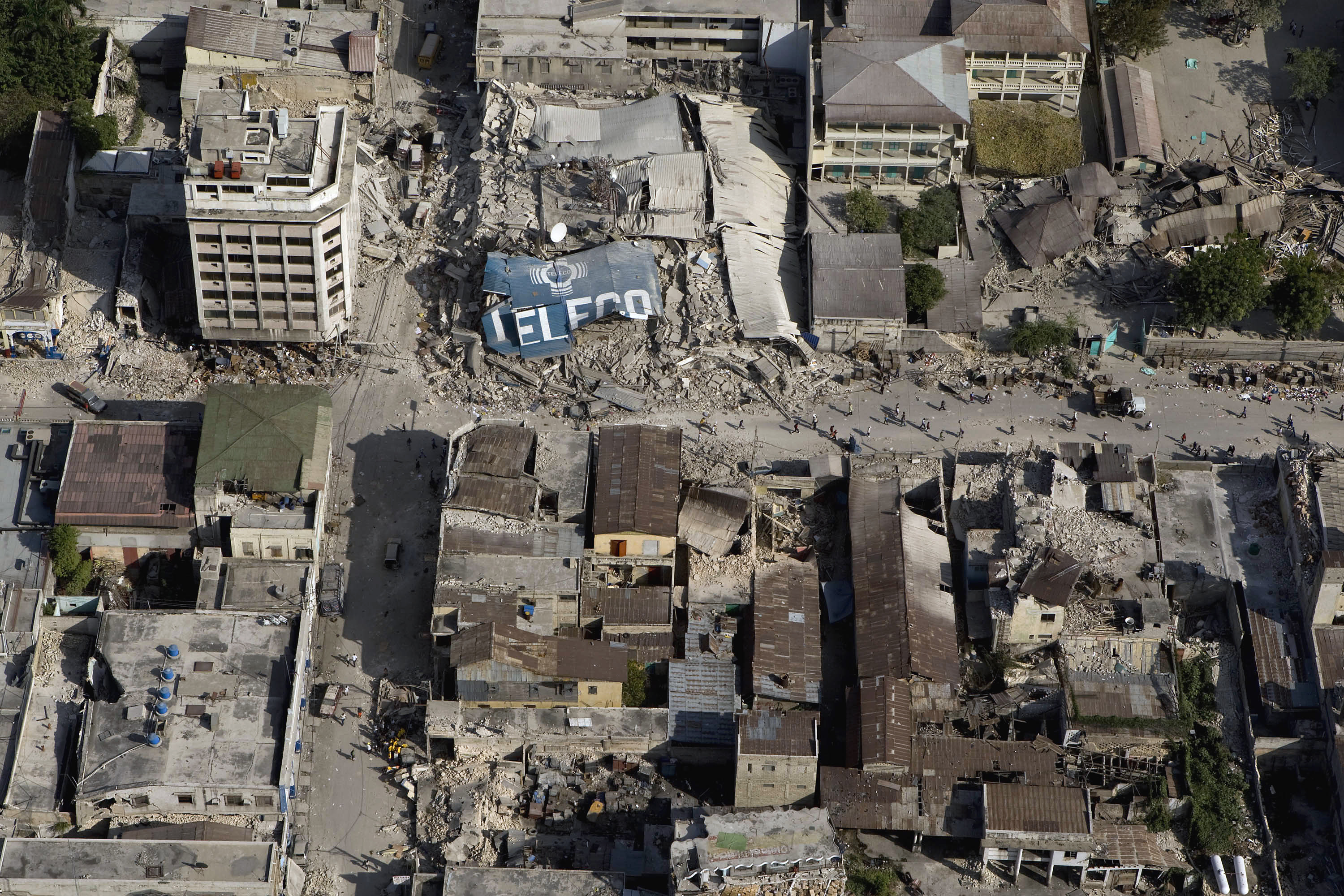
La capitale haïtienne, Port-au-Prince, détruite par le tremblement de terre de 2010 d'une magnitude de plus sept sur l'échelle de Richter.

Le Fonds de reconstruction d'Haïti (FRH) est un fonds de 391 millions de dollars américains servant à la reconstruction après le séisme de 2010 à Haïti. Il regroupe notamment le gouvernement haïtien, la banque interaméricaine de développement, l'Organisation des Nations unies, la Banque mondiale, ainsi que d'autres bailleurs. En réalité, seule une infime fraction de ce montant arrive à Haïti.

## Des résultats décevants
En 2012, moins de 1% du montant prévu pour ce fonds est effectivement envoyé vers Haïti, la quasi-totalité du fonds est reversée à des entreprises privées, des organisations non gouvernementales (ONG) ou d'autres gouvernements.
Le fonds de reconstruction présente des résultats mitigés. En 2012, deux ans après le tremblement de terre, 500 000 personnes n'ont toujours pas de logement. En 2015, ce chiffre s'élève à 70 000. De plus, une épidémie de Choléra fait des milliers de victimes.
L'allocation des 391 millions de dollars est, elle aussi, décevante. Un tiers du fonds censé reconstruire Haït revient en fait directement aux États-Unis, comme le révèle Associated Press. Cet argent est utilisé pour rembourser l'envoi de troupes militaires américaines. 